# Andrew Cooper (actor)
Andrew Cooper, es un modelo y actor inglés.

## Biografía
Andrew está casado con Jane Cooper, la pareja tiene una hija, Taylor Cooper y un hijo, Jackson Cooper.

## Carrera
En septiembre de 2013 apareció en la revista "L'Officiel Hommes" de Tailandia.
En el 2014 obtuvo su primer papel en la televisión cuando apareció como invitado en el cuarto episodio de la tercera temporada titulado "Farmer Khan" de la serie británica Citizen Khan donde interpretó a Will.
En el 2015 se unió al elenco recurrente de la serie The Royals, donde interpreta a Lord Twysden "Beck" Beckwith II, el ex-novio de la princesa Eleanor "Lenie" Henstridge (Alexandra Park) hasta ahora.
El 14 de enero de 2016 Andrew lanzó un nuevo libro titulado "Juiceman" sobre bebidas saludables. El 14 de junio del mismo año publicó el libro "Sapman".

## Filmografía

### Series de televisión
| Año             | Título         | Personajes              | Notas                  |
| --------------- | -------------- | ----------------------- | ---------------------- |
| 2015 - presente | The Royals     | Twysden "Beck" Beckwith | 4 episodios            |
| 2015            | Silent Witness | Joshua                  | 2 episodios            |
| 2014            | Citizen Khan   | Will                    | episodio "Farmer Khan" |